# Festiwal Kultury Ukraińskiej na Podlasiu „Podlaska Jesień”
Festiwal Kultury Ukraińskiej na Podlasiu „Podlaska Jesień” – doroczny regionalny festiwal organizowany przez Związek Ukraińców Podlasia odbywający się w różnych miejscowościach historycznego Podlasia.
Pierwszy festiwal odbył się w 1991 roku Mielniku pod nazwą „Muzyczne dialogi nad Bugiem”. Dwa lata później przyjął obecną nazwę. W swej historii impreza gościła m.in. w Bielsku Podlaskim, Białymstoku, Siemiatyczach i Hajnówce. W 2021 roku w Bielsku Podlaskim odbyła jubileuszowa 30. edycja festiwalu.
Oprócz koncertów w programie festiwalu znajdują się także spotkania literackie, wystawy, przedstawienia teatralne, prezentacje książek i jarmark twórców ludowych.